# Света Петка (Русе)
Вижте пояснителната страница за други значения на Света Петка.
„Света Петка“ е православна църква в Русе, България.

## История
Основният камък е положен на 27 август 1939 г. Проектът за храма е изготвен от русенския архитект Любен Динолов през май 1939 г. Строителството започва през същата година от местния майстор предприемач Никола Иванов Колчев. Архитектурният проект на храма е първият смел и сполучлив опит за пресъздаване на Кръглата църква (Златната църква) в Преслав, строена от цар Симеон I. Тя е реконструирана за първи път в скиците на архитекта при Софийския народен музей д-р Александър Рашенов (1892 – 1938).
За новостроящия се храм средства предоставят катедралният храм „Света Троица“ и свещоливницата му – 488 503 лв., църквите „Свети Георги“, „Свети Николай“ и „Света Богородица“ – общо 228 872 лв. Средства за строителството отпуска неколкократно и Русенската община. Общата сума за изграждането и обзавеждането на храма възлиза на 2 295 929 лв.
Храмът е осветен от митрополит Михаил Доростолски и Червенски на 30 април 1944 г. Стенната живопис е осветена от митрополит Софроний Доростолски и Червенски на 30 юни 1965 г.

## Архитектура
Русенският храм е с дължина 30 м и ширина 17 м. Диаметърът на кубето е 13,3 м, вътрешната му височина е 16,15 м. Камбанарията с кръста е висока 22,7 м.
С вътрешните линии и плоскости добре хармонира красивият иконостас, изработен през 1942 г. от възпитаника на русенското мебелно училище Георги Генов. Русенският художник Георги Каракашев рисува иконите на иконостаса. Другите икони в храма са от Тодор Янков и Никола Пиндиков. Стенописите са изографисани от проф. Никола Кожухаров, Цанко Василев и декоратора Петър Михайлов.